# 제29회 미국 배우 조합상

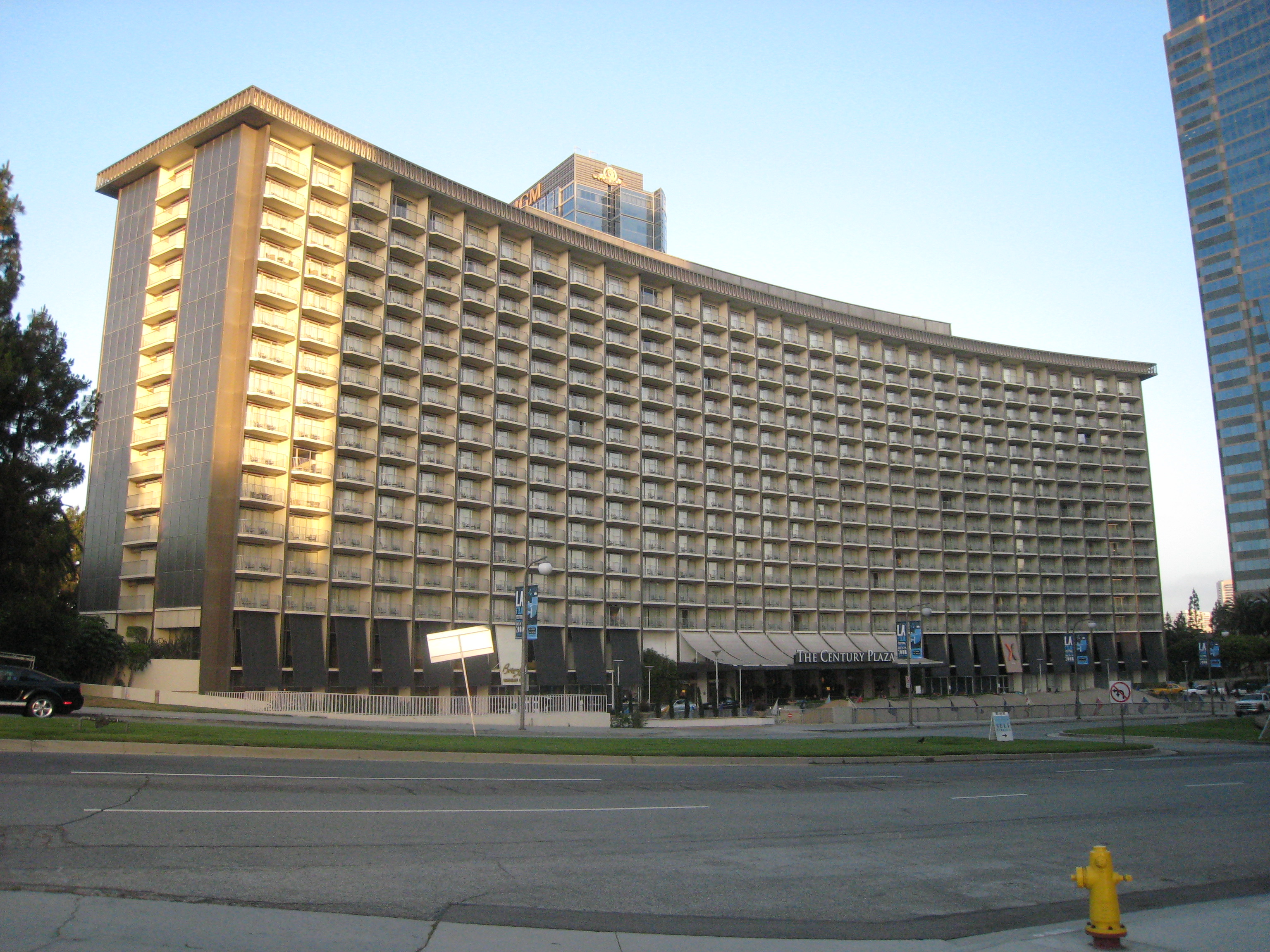

제29회 미국 배우 조합상은 2022년 최고의 영화를 기리기 위해 2023년 2월에 열린 시상식이다.

## 수상 및 후보

### 영화부문 앙상블상
- 바빌론 - 데이미언 셔젤
- 이니셰린의 밴시 - 마틴 맥도나
- 에브리씽 에브리웨어 올 앳 원스 - 다니엘 콴 외 1명
- 더 파벨먼스 - 스티븐 스필버그
- 우먼 토킹 - 사라 폴리

### 영화부문 여우주연상
- TAR 타르 - 케이트 블란쳇
- 더 우먼 킹 - 비올라 데이비스
- 블론드 - 아나 데 아르마스
- 틸 - 다니엘 데드와일러
- 에브리씽 에브리웨어 올 앳 원스 - 양자경

### 영화부문 남우주연상
- 엘비스 - 오스틴 버틀러
- 이니셰린의 밴시 - 콜린 파렐
- 더 웨일 - 브렌든 프레이저
- 리빙 - 빌 나이
- 허슬 - 아담 샌들러

### 영화부문 여우조연상
- 블랙 팬서: 와칸다 포에버 - 안젤라 바셋
- 더 웨일 - 홍 차우
- 이니셰린의 밴시 - 케리 콘돈
- 에브리씽 에브리웨어 올 앳 원스 - 제이미 리 커티스
- 에브리씽 에브리웨어 올 앳 원스 - 스테파니 수

### 영화부문 남우조연상
- 이니셰린의 밴시 - 배리 케오간
- 이니셰린의 밴시 - 브렌단 글리슨
- 에브리씽 에브리웨어 올 앳 원스 - 키 호이 콴
- 그 남자, 좋은 간호사 - 에디 레드메인
- 더 파벨먼스 - 폴 다노

### TV드라마부문 앙상블연기상
- BETTER CALL SAUL
- THE CROWN
- OZARK
- SEVERANCE
- THE WHITE ROTUS

### TV드라마부문연기상(여자)
- THE WHITE ROTUS - 제니퍼 쿨리지
- THE CROWN - 엘리자베스 데비키
- OZARK - 줄리아 가너
- OZARK - 로라 리니
- EUPHORIA - 젠데이아 콜먼

### TV드라마부문연기상(남자)
- BETTER CALL SAUL - 조나단 뱅스
- OZARK - 제이슨 베이트먼
- THE OLD MAN - 제프 브리지스
- BETTER CALL SAUL - 밥 오덴커크
- SEVERANCE - 아담 스콧

### 코미디부문 앙상블연기상
- ABBOTT ELEMENTARY
- BARRY
- THE BEAR
- HACKS
- ONLY MURDERS IN THE BUILDING

### 코미디부문연기상(여자)
- DEAD TO ME - 크리스티나 애플게이트
- THE MARVELOUS MRS. MAISEL - 레이첼 브로스나한
- ABBOTT ELEMENTARY - QUINTA BRUNSON
- WEDNESDAY - 제나 오르테가
- HACKS - 진 스마트

### 코미디부문연기상(남자)
- BARRY - 앤서니 캐리건
- BARRY - 빌 헤이더
- ONLY MURDERS IN THE BUILDING - 스티브 마틴
- ONLY MURDERS IN THE BUILDING - 마틴 숏
- THE BEAR - 제레미 앨런 화이트

### TV영화/미니시리즈부문 연기상(여자)
- 더 잉글리시 - 에밀리 블런트
- GEORGE & TAMMY - 제시카 차스테인
- INVENTING ANNA - 줄리아 가너
- DAHMER - MONSTER: THE JEFFREY DAHMER STORY - 니시 내쉬
- THE DROPOUT - 아만다 사이프리드

### TV영화/미니시리즈부문 연기상(남자)
- THE PATIENT - 스티브 카렐
- BLACKBIRD - 태런 에저튼
- 1883 - 샘 엘리어트
- BLACKBIRD - 폴 월터 하우저
- DAHMER - MONSTER: THE JEFFREY DAHMER STORY - 에반 피터스

### TV부문 스턴트 상
- ANDOR
- THE BOYS
- HOUSE OF THE DRAGON
- THE LORD OF THE RINGS: THE RINGS OF POWER
- STARNGER THINGS

### 영화부문 스턴트 상
- 아바타: 물의 길
- 더 배트맨
- 블랙 팬서: 와칸다 포에버
- 탑건: 매버릭
- 더 우먼 킹